# John Singleton
John Daniel Singleton (Los Ángeles, 6 de enero de 1968-Los Ángeles, 29 de abril de 2019) fue un director de cine, productor y guionista estadounidense.

## Biografía
Cursó estudios en el Programa de Escritura Cinematográfica en la Universidad de California del Sur y ganó tres premios universitarios, entre los que destacan el Premio Jack Nicholson (1989) y el Premio Robert Riskin (1990). 
Singleton fue conocido por dirigir la película Boyz n the Hood, por la cual Columbia Pictures le permitió realizar su propio proyecto y ello le llevó a debutar en el cine como director, fue nominado a los Oscar en las categorías de mejor director y mejor guion original siendo el primer realizador afrodescendiente y el cineasta más joven en ser nominado en la historia del Óscar. 
Tiene una estrella en el Paseo de la fama de Hollywood situada en el 6915 de Hollywood Boulevard.
Falleció a consecuencia de un derrame cerebral el 29 de abril de 2019.

## Filmografía
| Año  | Título                | Guion | Productor | Director | Notas                                                                   |
| ---- | --------------------- | ----- | --------- | -------- | ----------------------------------------------------------------------- |
| 1991 | Los chicos del barrio | Sí    | No        | Sí       |                                                                         |
| 1993 | Justicia poética      | Sí    | Sí        | Sí       |                                                                         |
| 1995 | Semillas de rencor    | Sí    | Sí        | Sí       |                                                                         |
| 1997 | Rosewood              | No    | No        | Sí       | Basada en la historia real de la masacre de Rosewood en 1923 en Florida |
| 2000 | Shaft                 | Sí    | Sí        | Sí       |                                                                         |
| 2001 | Baby Boy              | Sí    | Sí        | Sí       |                                                                         |
| 2003 | 2 Fast 2 Furious      | No    | No        | Sí       |                                                                         |
| 2005 | Cuatro hermanos       | No    | No        | Sí       |                                                                         |
| 2005 | Hustle & Flow         | No    | Sí        | No       | Dirigida por Craig Brewer.                                              |
| 2006 | Abduction             | No    | No        | Sí       |                                                                         |
| 2006 | Black Snake Moan      | No    | Sí        | No       | Dirigida por Craig Brewer.                                              |

## Premios y reconocimientos
Premios Óscar
| Año  | Categoría            | Trabajo nominado      | Resultado |
| ---- | -------------------- | --------------------- | --------- |
| 1992 | Mejor director       | Los chicos del barrio | Nominado  |
| 1992 | Mejor guion original | Los chicos del barrio | Nominado  |